# Phosphate de pyridoxal
Le phosphate de pyridoxal (PLP) est une coenzyme dérivée d'une vitamine, la pyridoxine (vitamine B6). C'est un groupement prosthétique. Il intervient dans le métabolisme en permettant entre autres la transamination ou la décarboxylation des acides aminés. Son site actif est la fonction aldéhyde sur l'atome de carbone no 4. C'est une coenzyme des aminotransférases et des décarboxylases.
Elle intervient notamment dans la synthèse endogène de la taurine, en tant que cofacteur enzymatique de la cystathionine-β-synthase (CBS), de la cystathionine gamma-lyase (CTH) et de la décarboxylase de l'acide cystéine sulfinique (CSAD),.
La réaction de l'ALAT (alanine aminotransférase ou Glutamate pyruvate transaminase) est la suivante, montrant le rôle du coenzyme.

### Articles connexes

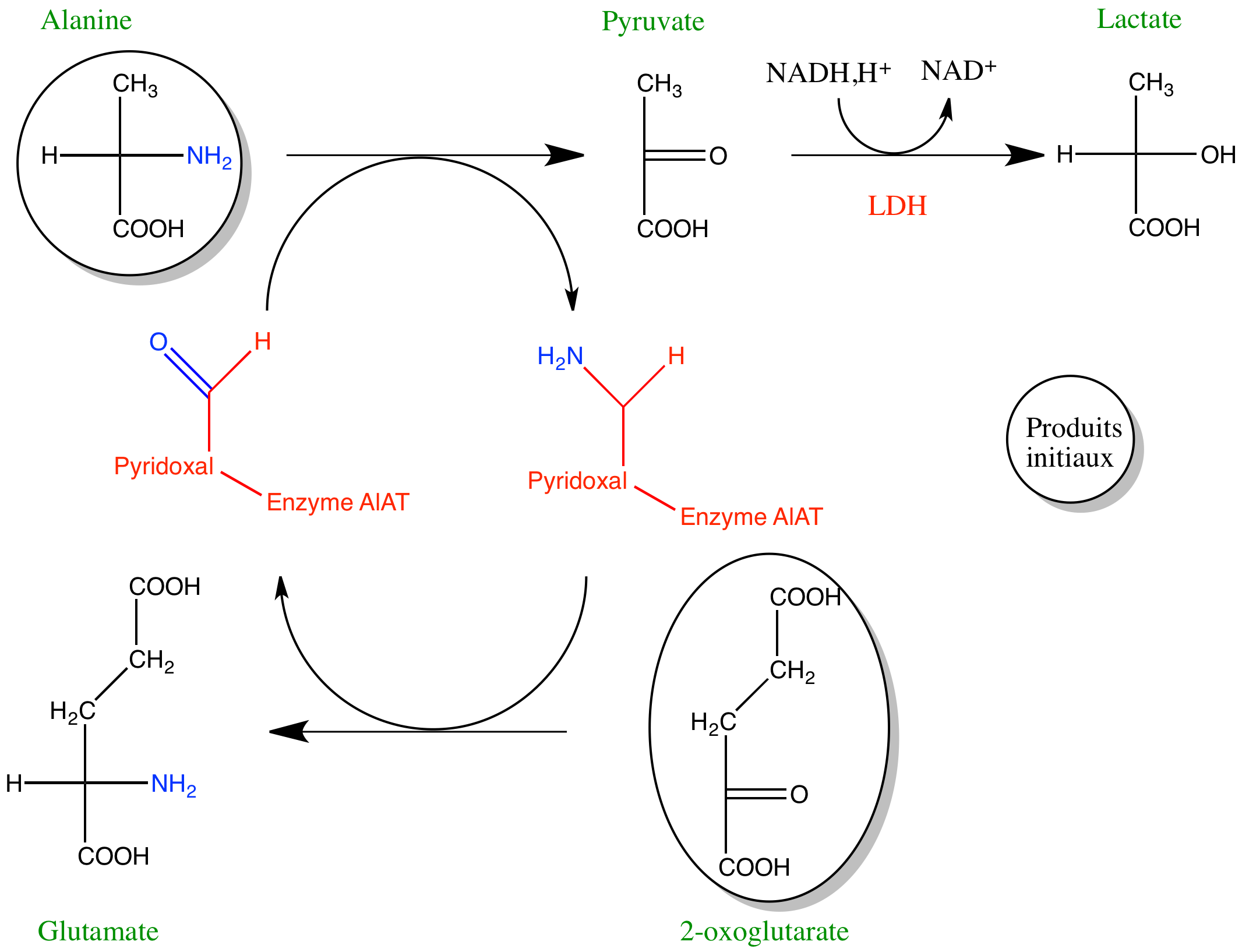